# نادي الزلفي
نادي الزلفي السعودي لكرة القدم هو نادي كرة قدم سعودي محترف،  مقره الزلفي بمنطقة الرياض وسط السعودية وينافس في دوري الدرجة الأولى السعودي، ويعد أحد ناديين في الزلفي ومنافسه التقليدي طويق. ويطلق على المباراة التي تجمع الفريقين بديربي الزلفي. ألوان الفريق هي البرتقالي والأخضر. في عام 1409 هـ تم استبدال اللون البني باللون الأبيض، ومنذ ذلك التاريخ وألوان النادي هي الأبيض والأخضر والبرتقالي.

## تاريخ
تأسس نادي الزلفي في عام 1389هـ (1969م) باسم نادي مرخ ثم تغير اسمه في موسم 2006-2007 إلى الاسم الحالي، سمي نادي مرخ بهذا الاسم نسبة إلى وادي مرخ وهو واد يقع في الجهة الشرقية من محافظة الزلفي.

### الخروج من عنق الزجاجة
كان يوجد في الزلفي ناديان لم يتم تسجيلهما من قبل الهيئة العامة للرياضة وهما: (شباب الزلفي) و (الوحدة) وقد تم دمجهما عام 1389ه تحت اسم نادي مرخ الرياضي الذي تأسس رسمياً في عام 1390ه وكان أول رؤسائه عبد الله محمد الحميدي.
كان الزلفي نادي هواة ولاعبو الزلفي هم من يدير شؤن نادي الزلفي وكان للاعضاء المؤسسون للنادي دور في إنجازاته وهم الذين سارو به مسيرة بناءة وما زالت مسيرته تسير على مايرام.كما أن الانشطة المختلفة والناحية الفنية كانت سبباً في خروجة من عنق الزجاجة وقطعة شوط كبير في الانشطة المختلفة التي عمة ارجاء النادي سواء على الصعيد الثقافي اوالاجتماعي أو الرياضي التي جعلت منه نادي منافس للاندية السعودية الأخرى.

#### عام استثنائي
في عام 1417 صعد النادي لدوري الدرجة الثانية في كرة القدم وكان رئيس النادي هو محمد بن حمد البدر لكنه عاد في موسم 1434 لدوري الدرجة الثانية مرة أخرى بعد حصول النادي على المركز الثاني في دورة الصعود والتي أقيمت في منطقة القصيم وكان رئيس النادي آنذلك هو ناصر بن طواري النخيل.

#### استمرار مسيرة التألق والإبداع
تأهل الفريق لدور 16 لكاس الملك للابطال وواجه نادي الهلال في محافظة الزلفي.

## تشكيلة الفريق الحالية
ملاحظة: تشير الأعلام إلى المنتخب بحسب قواعد الأهلية المعتمدة من قبل الفيفا؛ تنطبق بعض الاستثناءات المحدودة. وقد يحمل اللاعبون أكثر من جنسية لا تعترف بها الفيفا.
| الرقم | البلد    | المركز | اللاعب            |
| ----- | -------- | ------ | ----------------- |
| 2     | السعودية | مدافع  | عبد الله الحسن    |
| 3     | نيجيريا  | مدافع  | إرهون أوبانور     |
| 4     | السعودية | مدافع  | تركي الجلفان      |
| 7     | السعودية | وسط    | ماهر المطيري      |
| 8     | السعودية | وسط    | عبد الرحمن الفالح |
| 9     | غانا     | مهاجم  | سادات كريم        |
| 10    | البرازيل | وسط    | دييغو ميراندا     |
| 12    | السعودية | مدافع  | سالم باريان       |
| 13    | السعودية | مدافع  | سليمان هزازي      |
| 14    | السعودية | وسط    | يونس عبد الواحد   |
| 15    | السعودية | وسط    | مطير الزهراني     |
| 16    | السعودية | مهاجم  | عمار الخيبري      |
| 17    | السعودية | مدافع  | سلمان السعيد      |

| الرقم | البلد    | المركز | اللاعب          |
| ----- | -------- | ------ | --------------- |
| 18    | السعودية | وسط    | فيصل الجهني     |
| 20    | السعودية | مهاجم  | كشيم القحطاني   |
| 22    | السعودية | حارس   | سعد الصالح      |
|       |          |        |                 |
| 25    | السعودية | حارس   | عبد الله الصالح |
| 32    | السعودية | مدافع  | عمر الزنيدي     |
| 37    | السعودية | حارس   | فارس أفندي      |
| 47    | السعودية | وسط    | إبراهيم جعفري   |
| 77    | البرازيل | وسط    | دييغو سيلفا     |
| 87    | السعودية | مهاجم  | عمر الزهراني    |
| 90    | السعودية | مدافع  | جمال الظفيري    |
| 93    | السعودية | وسط    | نواف العصيمي    |
| 99    | السعودية | مهاجم  | باسل الفنيطل    |

## الطاقم الإداري

### رؤساء النادي
- عبد الله بن محمد الحميدي من عام 1390هـ إلى عام 1391هـ
- عبد الله بن حمدان الباتل من عام 1391 هـ إلى عام 1393هـ
- حمود بن عبد العزيز البدر من عام 1394هـ إلى عام 1395 هـ
- عبد الله بن محمد الدويش من عام 1396هـ إلى عام 1397هـ
- عبد الله بن أحمد النصار من عام 1397 هـ إلى عام 1405هـ
- سليمان بن أحمد العليوي من عام 1406 هـ إلى عام 1412 هـ
- محمد بن حمد البدر من عام 1412هـ إلى عام 1419هـ
- علي بن عبد الرحمن البداح (مكلف) من عام 1419 هـ إلى عام 1420 هـ
- سليمان بن أحمد العليوي من عام 1421 هـ وحتى عام 1424 هـ
- محمد بن عبد العزيز المنيع من عام 1425هـ إلى عام 1430 هـ
- محمد بن سعود النصار من عام 1430هـ إلى عام 1431هـ
- ناصر بن طواري النخيل من عام 1431هـ إلى عام 1435.
- أحمد بن سعود المعيجل من عام 1435 وحتى عام 1439
- عبد اللطيف بن علي العبد الكريم من عام 1439 وحتى تاريخه

## المنشئات والمرافق الرياضية

### الملعب
الملعب الرسمي للفريق هو ملعب نادي الزلفي الذي بني ضمن مشروع رياضي متكامل شمال طريق الملك فهد أسفل جبل طويق وتم تشييده على مساحة تقدر بـ 75 ألف متر مربع وبلغت تكلفته الإجمالية 165 مليون ريال ويشتمل هذا المشروع على ملعب لكرة القدم مزروع طبيعياً ويحتوي على مدرجات تتسع لحوالي 3000 متفرج بالإضافة إلى ملاعب خارجية للكرة الطائرة واليد والسلة والتنس الأرضي وكرة الريشة.
كما يضم مشروع النادي صالة مغلقة تحتوي على ملاعب للطائرة والسلة واليد وتنس الطاولة والتنس الأرضي والجودو والبلياردو والملاكمة وألعاب القوى بالإضافة إلى مسبح مغلق بعرض 16 متراً وطول 25 متراً مزود بمدرجات تتسع لحوالي 150 متفرجاً ومبنى خاص بالإدارة ومسجد ومعسكر للاعبين وغرف للضيوف ومطعم ومكتبة ومتحف ومرسم وملاعب للأطفال وتعتبر هذه المنشآت من أهم معالم المحافظة وقد انتقل إليها النادي في عام 1407هـ.

## الأنشطة الرياضية الأخرى
- في عام 1407 صعد النادي لدوري الدرجة الممتازة للتنس الأرضي وكان رئيس النادي آنذلك هو سليمان بن أحمد العليوي.
- في عام 1417 صعد الفريق الأول لكرة القدم للدرجة الثانية لأول مرة وكان رئيس النادي محمد بن حمد البدر
- حصل فريق التايكوندو على المركز الثالث في بطولة الأمير نواف بن فيصل بعد ابطال اللعبة الهلال والفتح وكان رئيس النادي محمد بن عبد العزيز المنيع.
- صعد فريق التنس الأرضي للدرجة الأولى وكان رئيس النادي محمد بن عبد العزيز المنيع.
- صعد فريق كرة اليد لدرجة الشباب للدوري الممتاز عام 1429 وكان رئيس النادي محمد بن عبد العزيز المنيع.
- صعد الفريق للدوري الممتاز في كرة الطائرة ناشئين عام 1434 وكان رئيس النادي ناصر بن طواري النخيل.